# Jan Jeřábek (pilot)
Jan Jeřábek (8. února 1919 Milevsko – 15. července 1942 Lamanšský průliv) byl český pilot Royal Air Force v období druhé světové války.

## Život

### Před druhou světovou válkou
Jan Jeřábek se narodil 8. února 1919 v budově radnice v Milevsku v rodině četníka. Vystudoval reálné gymnázium a poté jednoletý obchodní kurz. V roce 1938 získal v aeroklubu pilotní oprávnění na turistická letadla. Během prezenční vojenské služby absolvoval poddůstojnickou školu a sloužil u Leteckého pluku 1.

### Druhá světová válka
Po německé okupaci opustil Jan Jeřábek 26. července 1939 ilegálně Protektorátu Čechy a Morava a přes Polsko se dostal do Francie. Zde byl zařazen do francouzského letectva, kde mezi říjnem 1939 a červnem 1940 prodělával výcvik na tamní leteckou techniku. 1. československého pěšího pluku. Po pádu Francie se evakuoval do Spojeného království. Zde 2. srpna 1940 vstoupil do Royal Air Force a po zaškolení na britskou leteckou techniku začal působit jako instruktor. Na této pozici ukončil službu 10. února 1942 a do 14. dubna téhož roku absolvoval operační výcvik. Následně byl zařazen k 501. peruti, kde působil do 14. června téhož roku, a kde si 4. června zapsal své jediné vzdušné vítězství nad strojem Focke-Wulf Fw 190. Následovalo přeřazení k 313. československé stíhací peruti. Dne 15. července byl ve svém stroji Supermarine Spitfire Mk.Vb AD372 během napadení německého bombardéru Junkers Ju 88 sestřelen nad Lamanšským průlivem. Jeho tělo bylo vyplaveno 12. srpna téhož roku na francouzském pobřeží. Pohřben byl na obecním hřbitově ve městě Saint-Brieuc. Dosáhl hodnosti rotného.

## Ocenění

### Vyznamenání
- Medaile letectva
- Československý válečný kříž 1939

### Posmrtná ocenění
- Jan Jeřábek byl v roce 1991 in memoriam povýšen do hodnosti plukovníka
- V rodném Milevsku byla po Janu Jeřábkovi pojmenována jedna z ulic
- Na budově městského úřadu v Milevsku byla Janu Jeřábkovi odhalena pamětní deska[1]
- Ke stému výročí narození Jana Jeřábka byla v Milevském muzeu na jeho počest uspořádána výstava